# 北アメリカ大陸

北アメリカ大陸

北アメリカ大陸（きたアメリカたいりく、North American continent）、通称北米大陸（ほくべいたいりく）は、現在においては南北アメリカ大陸のうち、パナマ地峡より北側の部分のこと。かつてはローラシア大陸から分かれ、ゴンドワナ大陸から分かれた南アメリカ大陸とは別々に存在していた大陸であった。人口は約5億7900万人、面積は約2400万平方キロメートルである。

## 概要
アメリカ合衆国、カナダ、メキシコ、グアテマラ、ベリーズ、エルサルバドル、ホンジュラス、ニカラグア、コスタリカ、パナマが位置する。地理的にも実質的にも広義の北アメリカ地方の大半を占めるといってよい。これはカリブ海地域においては大国であるキューバを北アメリカ大陸で最も国内総生産が高い国であるアメリカ合衆国と比較すると人口が約26分の1、面積に至っては約87分の1であり、またアメリカ合衆国の国内総生産はカリブ海地域で最大であるプエルトリコのそれの約169倍である。
なお、北アメリカ地方と称した場合にはメキシコ以南を中央アメリカ地方として区別することがあるのに対し、「北アメリカ大陸」という語にはそのような用法は存在しない。
先住民は大航海時代以前においてはモンゴロイドが中心であったが、クリストファー・コロンブスによる大陸の発見以降、ヨーロッパ人が北アメリカ大陸に到達したことから、彼らとの戦闘や持ち込まれた病原菌によって、先住民の人口は劇的に減少した。現在は、コーカソイド、ネグロイドなどを含めた多種多様な人種の人々が住んでいる。